# Ptychamalia exempta
Ptychamalia exempta là một loài bướm đêm trong họ Geometridae.